# 平林純
平林純（ひらばやしじゅん、1993年5月8日 - ）は、日本の女性シンガーソングライター。東京都世田谷区出身。
2009年、高校一年生の時に、カバー曲での路上ライブを始め、2010年からはオリジナル曲で都内のライブハウスにてライブ活動をスタート。毒の中にも優しさのある唯一無二の世界観で活動中。

## 来歴
- 小学6年生の時、ミュージックステーションに出演していたゆずを見て、「こうやって歌えばいいんだ!」と思いつき、お母さんにギターを買ってもらったのが始まり。
- 中学に入学し、軽音楽部に入部し、ギターボーカルを担当。当時流行っていたJ-POPを中心としたスリーピースコピーバンドを結成し、三年間文化祭ライブ出演。（中学卒業でこのバンドは解散）
- 高校に入学し、一人で活動を始める。溝の口駅にてカバー曲での路上ライブをスタート。
- 高校二年生の時、友達の主催するイベントにて、初ライブハウス出演。記念に一曲だけ見よう見まねで書いたオリジナル曲を披露。ここからシンガーソングライターとしてのキャリアをスタートさせた。
- 徐々に曲数も増え、高校三年生になると、月10本のライブを学業と並行しながら行う。
- 途中、受験や体調不良などで何度か活動を休止しつつも、シンガーソングライターとして精力的に活動。
- 2015年、TBS系列『Sing!Sing!Sing! 3rd season』に出演し、自薦3500組の中からTOP3になるほどの歌唱力を持っている。
- 2016年3月26日、国立代々木第一体育館にて「TOKYO GIRLS MUSIC FES.2017」のオープニングアクトを務め、1万3200人の前で『さよならbaby』を披露した。

## ディスコグラフィ

### シングル
- あとのまつり （2017年12月6日、FBAC-036）

1. ××ラブ
2. 幸せになりたくない
3. さよならbaby （2017 ver.）
4. 惨めなlady
5. ばかみたいな恋

- 妄想テクノブレイク （2018年9月19日、FBAC-057）

1. 私の正義
2. あなただけなだけ
3. 冷凍保存
4. 当たって砕けろ妙齢lady
5. 世田谷ナンバーの恋 〜妄想テクノブレイクver.〜

### 自主制作CD
シングル
- irony / 11月の日曜日 （2011年。ライブ会場限定販売。生産数：100枚）

1. irony
2. 11月の日曜日

ミニアルバム
- PLAY GIRL （2016年5月8日。ライブ会場、通販限定。生産数：800枚）

1. さよならbaby
2. 愛しているよ
3. 勘違いボーイ
4. ナイトライダー

## 映像

### ミュージック・ビデオ
- さよならbaby
- ××ラブ
- 幸せになりたくない
- 私の正義

### その他
- 1stシングル「あとのまつり」ライブダイジェスト
- 2ndシングル「妄想テクノブレイク」全曲視聴トレーラー

## 出演

### テレビ.ラジオ番組
- Sing!Sing!Sing! 3rd season （2015年、TBS） 約半年間出演し、第3位を獲得。
- ミューサタ （2017年1月17日、フジテレビ） インタビュー出演
- ミューサタ （2017年10月1日、フジテレビ） 占い企画に出演
- Tune （2017年12月9日、フジテレビ） アルバム紹介
- Sound Weather （2018年1月24日 - 2月11日、フジテレビ） 『××ラブ』のMVを放送
- Tune （2018年2月9日、フジテレビ） 同年1月19日の池袋・space emoでのライブ映像を放送
- Tune （2018年6月1日、フジテレビ） 同年5月18日の渋谷チェルシーホテルでのライブ映像を放送
- Sound Weather （2018年12月5日 - 、フジテレビ） 『私の正義』のMVを放送
- 「私の正義」（2018年10月、11月度パワープレイ、@FM,TBCラジオ、NBCラジオ）